# Petit Cay (Bahamas)
Petit Cay und Little Petit Cay sind kleine unbewohnte Riff-Inseln der Bahamas. Sie liegen nordöstlich von Great Harbour Cay (Haines Bluff), am Ausgang des Great Harbour. Zusammen mit Hawk’s Nest Cay bilden sind sie Teile des Saumriffs vor der eigentlichen Inselkette der Berry Islands.